# Chical Co (departement)
Chical Co is een departement in de Argentijnse provincie La Pampa. Het departement (Spaans: departamento) heeft een oppervlakte van 9.117 km² en telt 1.595 inwoners.

## Plaatsen in departement Chical Co
- Algarrobo del Águila
- La Humada